# Islandsk ryle
Den islandske ryle (Calidris canutus) er en sneppefugl. Den når en længde på 23-25 cm og vejer 100-225 g.